# Киффийская культура
Киффийская культура — название археологической культуры, существовавшей в период 8000—6000 гг. до н. э. на территории пустыни Сахара. В это время на территории Сахары климат был влажным. В 2000 году были обнаружены человеческие останки данной культуры в местности Гоберо в районе пустыни Тенере в Нигере.
Киффийцы были охотниками и собирателями. Тот факт, что в области их проживания обнаружены кости крупных животных, характерных для саванны, позволяет предположить, что они жили на берегу озера, существовавшего в тот период. Киффийцы были высокими, более 1 м 80 см ростом.
Киффийская культура исчезла около 6000 г. до н. э., когда на территории Сахары наступила длительная засуха. Примерно через 1500 лет после исчезновения киффийской культуры, когда климат в Сахаре вновь стал влажным, область её обитания колонизировала тенерийская культура, носители которой относились к другому антропологическому типу.